# Gammeltorv

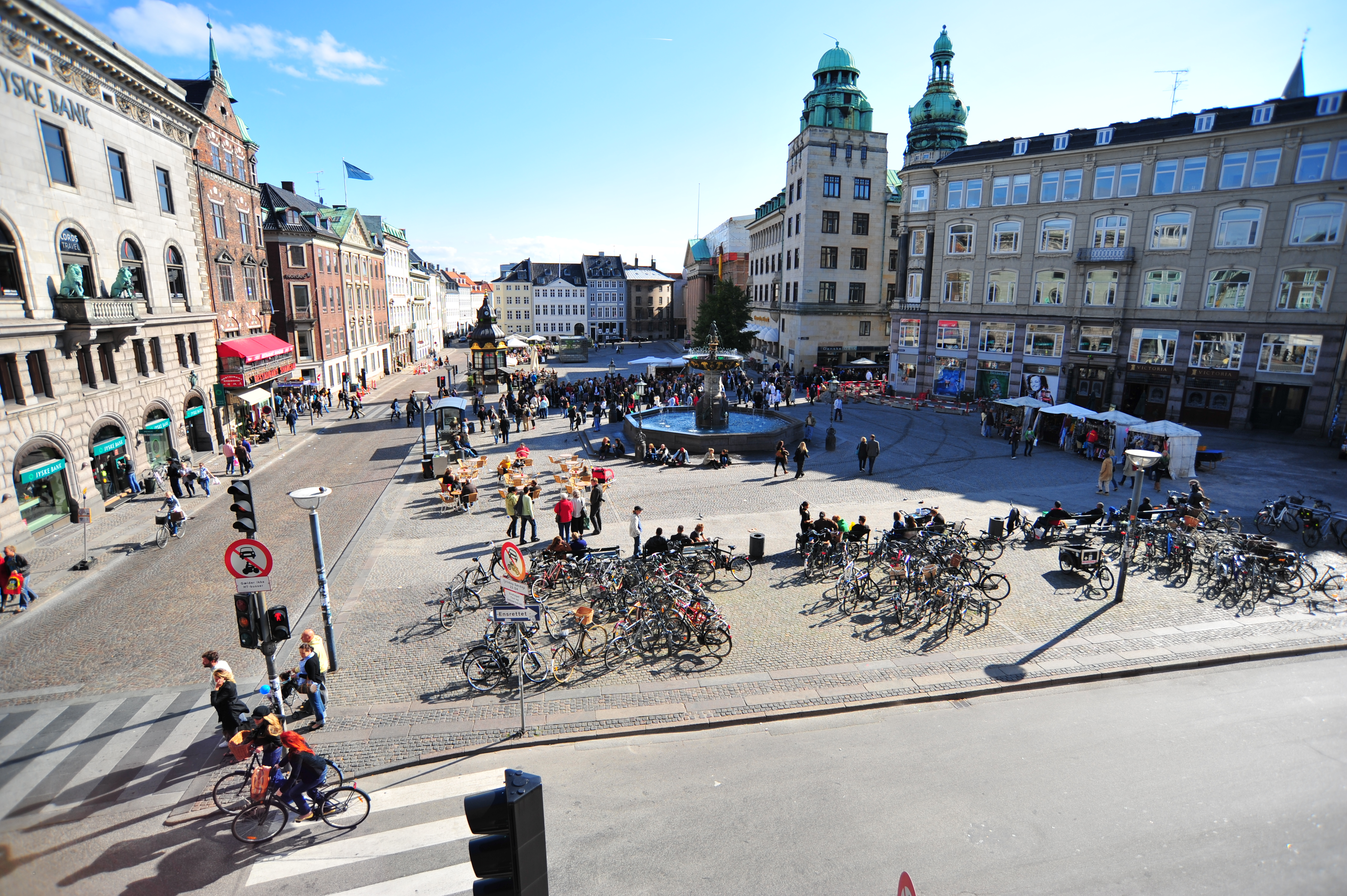
Imagem da Gammeltorv, com a fonte Caritasbrønden à vista.

Gammeltorv (Praça Velha) é um quadrado adjacente ao Nytorv no meio da ciclovia Strøget no centro de Copenhaga. A praça foi uma casa para o mercado de Copenhague. No centro da praça fica o Caritasbrønden de 1608.